# 이치가야역
이치가야역(일본어: 市ケ谷駅, いちがやえき)은 일본 도쿄도 지요다구와 신주쿠구에 있는 철도역이다.
지하철 역 번호는 Y 14(유라쿠초 선), N 09(난보쿠 선), S 04(도영 신주쿠 선)이다. 도영 신주쿠 선의 부역명은 오츠마 여자대학 앞이다.

## 역명 표기
- 도쿄 도 교통국: (일본어: 市ヶ谷))
- JR, 도쿄 지하철: (일본어: 市ケ谷))

## 역 구조

### JR 동일본
섬식 승강장 1면 2선의 지상역에서 교상역사를 가진다. 출구는 신주쿠 방향에 1곳 있다. 다른 지하철로의 환승 입구가 있다.

#### 승강장
| 1 | ■ 주오·소부 선(각역정차) | 신주쿠·나카노·미타카·다카오(이른아침 및 심야만 해당) 방면          |
| 2 | ■ 주오·소부 선(각역정차) | 오차노미즈·긴시초·쓰다누마·지바·도쿄(이른아침 및 심야만 해당) 방면 |

### 도쿄 지하철
두 노선 모두 섬식 승강장 1면 2선의 지하역이다. 두 노선 모두 스크린도어가 설치되어 있다. 구내에 난보쿠 선과 유라쿠초 선을 연결하는 연결선이 존재하고, 난보쿠 선 및 사이타마 고속 철도의 차량이 검사에서 아야세 공장 등으로 회송될 때 사용된다.

#### 승강장
| 1 | ○ 유라쿠초 선 | 나가타초 역·신키바역 방면                                                  |
| 2 | ○ 유라쿠초 선 | 이케부쿠로·와코시 역·가와고에 시·신린코엔·도코로자와·한노 방면             |
| 3 | ○ 난보쿠 선   | 고마고메·오지·아카바네이와부치·우라와미소노 방면                           |
| 4 | ○ 난보쿠 선   | 나가타초·시로카네타카나와·메구로·히요시ㆍ신요코하마ㆍ에비나ㆍ쇼난다이 방면 |

### 도쿄 도 교통국
상대식 승강장 2면 2선의 지하역. 개찰구는 지하 1층, 플랫폼은 지하 2층에 있다. 모토야와타 방향에 조각건늠선이 있지만, 비상시의 정기 왕복 운행용이며 현행의 영업용으로는 쓰이지 않는다.

#### 승강장
| 1 | ○ 도영 지하철 신주쿠 선 | 신주쿠·사사즈카·조후·하시모토·다카오산구치 방면         |
| 2 | ○ 도영 지하철 신주쿠 선 | 이와모토초·바쿠로요코야마·오지마·미즈에·모토야와타 방면 |

## 역세권 정보
- 고쿄
- 방위성
- 에도카미 이과 대학
- 치과의사협회
- 다이니혼 인쇄
- 일본공인회계 사협회
- 소니 뮤직 엔터테인먼트
- 샤프 이치가야 빌딩
- 고지마치 우체국
- 도쿄 국도 302호선
- 도쿄 국도 405호선
- 야스쿠니 신사
- 조슈 신사
- 호세이 대학
- 주오 대학
- 니혼 대학 본부
- 조치 대학
- 오스마 여자 대학
- 오스마 중,고등학교
- 도쿄가정학원 단기대학
- 바티칸 시국 대사관
- 이스라엘 대사관
- 도쿄 관광 전문 학교

## 역사
- 1895년 3월 6일: 소부 철도의 역 영업 개시.
- 1906년 10월 1일: 소부 철도의 국유화.
- 1974년 10월 30일: 도영 지하철 유라쿠초 선 영업 개시.
- 1980년 3월 16일: 도영 지하철 신주쿠 선 영업 개시.
- 1987년 4월 1일: 국유철도민영화.
- 1996년 3월 26일: 난보쿠 선 영업 개시.
- 2001년 11월 18일: JR동일본 Suica 사용 개시.
- 2004년 4월 1일: 도영 지하철 민영화.
- 2013년 3월 16일: 도쿄 지하철과 도쿄 도 교통국 지하철 역간 구내 통과 서비스 도입.

## 사진

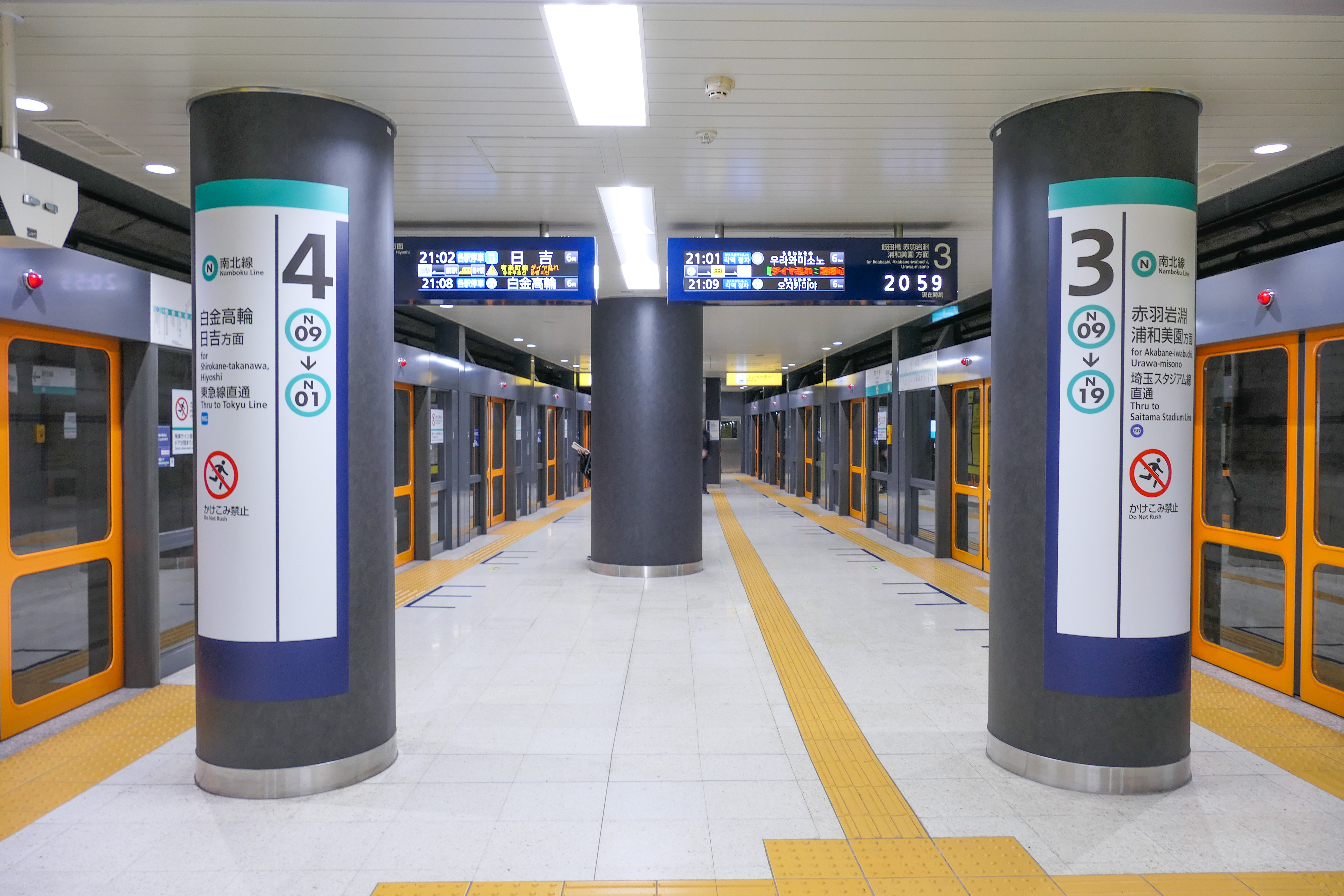
난보쿠 선 승강장
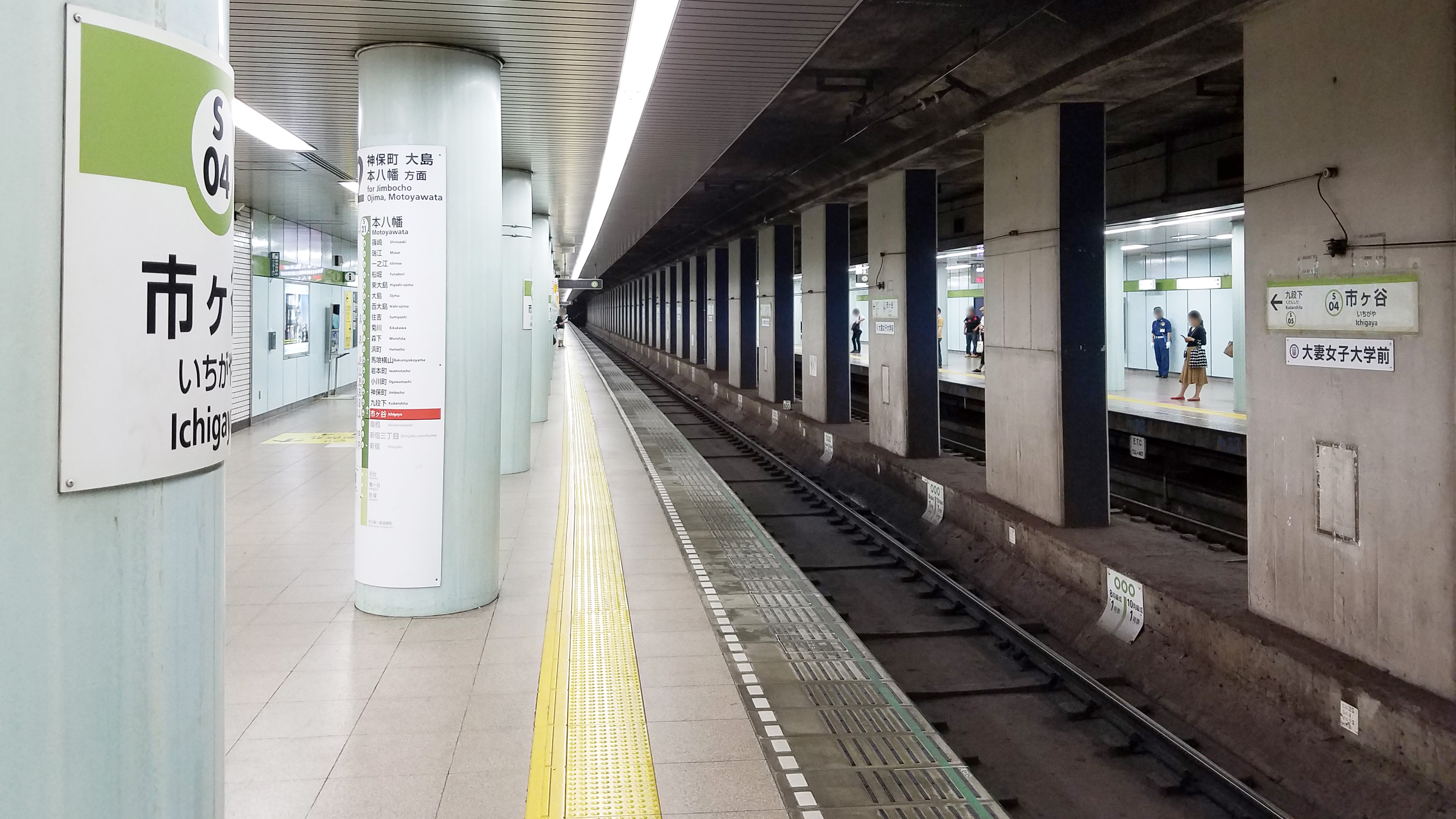
신주쿠 선 승강장(2017년 7월)

## 인접역
| 동일본 여객철도 주오 본선     | 동일본 여객철도 주오 본선            | 동일본 여객철도 주오 본선           |
| ----------------------------- | ------------------------------------ | ----------------------------------- |
| JB 16 이다바시 지바 방면      | 주오 · 소부 선 각역정차              | JB 14 요츠야 미타카 방면            |
| 도쿄 메트로 7호선             |                                      |                                     |
| N 08 요츠야 메구로 방면       | 난보쿠 선                            | N 10 이다바시 아카바네이와부치 방면 |
| 도쿄 메트로 8호선             |                                      |                                     |
| Y 13 이다바시 와코 시 방면    | 유라쿠초 선                          | Y 15 고지마치 신키바 방면           |
| 도쿄 도 교통국 지하철 10호선  |                                      |                                     |
| S 01 신주쿠 방면              | 신주쿠 선 급행                       | S 06 진보초 모토야와타 방면         |
| S 03 아케보노바시 신주쿠 방면 | 신주쿠 선 통근쾌속 · 쾌속 · 각역정차 | S 05 구단시타 모토야와타 방면       |